# Mangusta liščí
Mangusta liščí (Cynictis penicillata) je malá, leč velmi rychlá, čilá šelmička žijící v oblastech jižní Afriky. 
Obývá bezlesou africkou krajinu (polopouště a travnaté pláně) v pěti jihoafrických zemích: Jižní Afrika, Angola, Botswana, Namibie a Zimbabwe. Je příbuzná cibetkovitým a kočkovitým šelmám, ale i hyenám. Mangusty žijí v rodinných skupinách s průměrně 3 až 4, maximálně 13 a výjimečně snad až 50 jedinci (nicméně někteří vědci jsou k tomuto číslu skeptičtí a předpokládají, že při tom došlo k záměně se surikatami) s jasně stanovenou hierarchií. Rozmnožuje se pouze jeden dominantní pár. Samice rodí 1 až 5 (průměrně 2 až 3) mláďat po 60 až 62 dnech březosti. Podřízení členové pomáhají s výchovou mláďat. Dominantní samec si výměšky z análních žláz značkuje všechny své podřízené jedince. Ti se plíží a pokládají na bok, olizují výše postaveného jedince nebo se od něj nechávají pokousat.[zdroj?] Samci si rovněž značkují své teritorium. Noci tráví ve společných norách, přičemž často využívají nory veverek kapských. Tím těmto hlodavcům do jisté míry zajišťují bezpečnost, protože mangusty podobně jako surikaty hlídkují („panáčkují“) a průběžně kontrolují okolí.
Živí se především hmyzem, zvláště termity, kobylkami, cvrčky, brouky, ale také menšími druhy savců a ptáků, plazy, obojživelníky a rozličnými bezobratlými (pavoukovci). V jídelníčku nechybí ani vejce a části rostlin (výhonky, plody). Požírá i vyhozené zbytky jídel. Sama může být ulovena velkými dravými ptáky, hady, varany a šakaly. Bývá významným hostitelem a přenašečem vztekliny.
Váží 0,5 až 0,8 kg (popř. až 0,9 kg). Délka těla se pohybuje v rozmezí 25 až 46 cm, v případě ocasu jde o dalších 18/20 až 30 cm.

## Chov v zoo
Tento druh mangusty byl v závěru roku 2019 chován přibližně v devíti desítkách evropských zoo. Nejvíce byl v tu dobu zastoupen v anglických zoo. V rámci českých zoologických zahrad šlo o tato zařízení:
- Zoo Děčín
- Zoo Dvůr Králové
- Zoo Olomouc
- Zoo Plzeň
- Zoo Praha

Tento druh byl v roce 2019 chován a vystavován také v areálu Exotika na ranči v Bítovanech. V minulosti byl z českých zoo chován rovněž v Zoo Liberec.

### Chov v Zoo Praha
Mangusta liščí je v Zoo Praha chována od roku 2002. Rozvoj jejich chovu pak souvisí s otevřením pavilonu Afrika zblízka v roce 2004, kdy byli mj. dovezeni další jedinci. Ke konci roku 2018 byl chován jeden samec a jedna samice.
K vidění je v horní části zoo v expozičním celku pavilonu Afrika zblízka.